# 모비딕 (2011년 영화)
"모비딕"은 2011년에 개봉한 대한민국의 영화이다. 1990년에 세상에 알려져 사회적 파장을 낳았던 보안사의 민간인 사찰 사건을 모티브로 삼아 21년 후 만들어진 작품이다. '모비딕'은 보안사에서 운영하던 호프집 이름이다.

## 캐스팅
- 황정민 : 이방우 역
- 진구 : 윤혁 역
- 김민희 : 성효관 역
- 김상호 : 손진기 역
- 이경영 : 장선생 역
- 김보연 : 조부장 역
- 박진우 : 남선수 역
- 김민재 : 김용성 역
- 배성우 : 맹사장 역
- 조한철 : 박정길 역
- 한수연 : 서은숙 역
- 정두겸 : 장의원 역
- 박기산 : 박장군 역
- 강성해 : 류회장 역
- 권범택 : 김국장 역
- 이일섭 : 이총장 역
- 임형태 : 노인 역
- 김성현 : 킬러 역
- 이희준 : 현덕 역
- 강미진 : 아나운서 역
- 임정운 : 리포터1 역
- 여민구 : 리포터2 역
- 홍주환 : 다방 종업원 역
- 송영재 : 선배기자 역
- 서정하 : 비자금운전기사 역
- 조용재 : 김형사 역
- 김승훈 : 택시기사 역
- 박하영 : 손희민 역
- 이태형 : 정석영 역
- 김영주 : 김상식 역
- 오대환 : 발암교 덩치 역
- 배윤범 : 공항직원 역
- 안남희 : 승무원 역
- 최우형 : 콩코드운전자2 역
- 유정호 : 전화국 덩치 역
- 안민영 : 손진기 아내 역
- 전소현 : 슈퍼주인 역
- 김유안 : 공중전화여자 역
- 홍기준 : 기자1 역
- 김성표 : 기자2 역
- 성열석 : 기자3 역
- 장우진 : 기자4 역
- 이지영 : 여기자 역
- 김현수 : 모비딕감청실직원1 역
- 김민성 : 모비딕감청실직원2 역
- 정기섭 : 형사 역
- 이성일 : 진행자 역
- 김태호 : 그림자 역
- 송용호 : 덩치1(명섭이) 역
- 설우신 : 덩치2 역
- 서정주 : 덩치3 역
- 강풍 : 덩치4 역
- 김용운 : 덩치5 역
- 최광락 : 덩치6 역
- 김철준 : 콘코드운전자1 역
- 이건문 : 트럭 운전자 역
- 김은겸 : 극장관객녀 역
- 김승필 : 퍽치기 역
- 김선영 : 여기자1 역
- 송영창 : 신부 역 (특별출연)
- 안길강 : 마형사 역 (특별출연)
- 조희봉 : 임찍사 역 (특별출연)

## 같이 보기
- 양정철